# 藤井清一
藤井 清一（ふじい せいいち、1956年 - ）は、日本の農学研究者。日産化学工業株式会社生物科研研究員。日本生物学会会員。

## 概要
白河市生まれ。北海道大学大学院農学研究科修了。博士（農学）

## 主な共編論文・公開特許
- 雑草防除方法　P2022157022
- 発芽培地および成長促進方法　JPH07184495A
- フェニルグアニジン誘導体および除草剤　JPH0789941A
- イネ由来NADH-dependent reductase遺伝子の単離と形質転換植物の創製　ISSN：1344-7629